# جمع مستقیم
جمع مستقیم (به انگلیسی: direct sum) عملی از جبر مجرد (شاخه‌ای از ریاضیات) است. برای مثال، جمع مستقیم {\displaystyle \mathbb {R} \oplus \mathbb {R} } که در آن {\displaystyle \mathbb {R} } همان فضای مختصات حقیقی است، برابر فضای دکارتی {\displaystyle \mathbb {R} ^{2}} است. برای آنکه ببینید چگونه جمع مستقیم در جبر مجرد استفاده می‌شود، یک ساختار ابتدایی‌تر در جبر مجرد، یعنی گروه آبلی را در نظر بگیرید. جمع مستقیم دو گروه آبلی {\displaystyle A} و {\displaystyle B} یک گروه آبلی دیگر {\displaystyle A\oplus B} است که شامل زوج‌مرتب‌های {\displaystyle (a,b)} است که در آن با ساختار زیر، {\displaystyle a\in A} و {\displaystyle b\in B} است. برای جمع زوج‌مرتب‌ها، ما جمع {\displaystyle (a,b)+(c,d)} را به صورت {\displaystyle (a+c,b+d)} تعریف می‌کنیم؛ به زبان دیگر، جمع به صورت مختصاتی تعریف می‌شود. از یک فرایند مشابه برای تعریف جمع مستقیم دو فضای برداری یا دو مدول استفاده می‌شود.
ما همچمنین می‌توانیم جمع مستقیم را با هر تعداد متناهی از جمع‌وند تشکیل دهیم، برای مثال، {\displaystyle A\oplus B\oplus C} را تعریف کنیم با این شرط که {\displaystyle A,B} و {\displaystyle C} هر سه ساختارهای جبری هم‌نوع باشند (مثلا، همه گروه آبلی باشند، یا همه فضای برداری باشند). این موضوع وابسته به این است که جمع مستقیم از بابت ایزوریختار انجمنی است؛ یعنی، {\displaystyle (A\oplus B)\oplus C\cong A\oplus (B\oplus C)} برقرار است، برای هر ساختار جبری {\displaystyle A}، {\displaystyle B}، و {\displaystyle C} که هم‌نوع هستند. جمع مستقیم از بابت ایزوریختار هم جابه‌جایی است، یعنی {\displaystyle A\oplus B\cong B\oplus A} برای هر ساختار جبری {\displaystyle A} و {\displaystyle B} که هم‌نوع هستند، برقرار است.
جمع مستقیم تعداد متناهی گروه آبلی، فضای برداری، یا مدول به صورت رسمی با ضرب مستقیم متناظر ایزوریختار است. بااین‌حال، این موضوع برای بعضی از اشیای جبری، مثل گروه‌های غیرآبلی نادرست است.
در حالتیکه در آن اشیای نامتناهی ترکیب می‌شوند، جمع مستقیم و ضرب مستقیم ایزوریختار نیستند، این موضوع حتی برای گروه آبلی، فضای برداری یا مدول‌ها هم برقرار نیست. برای مثال، جمع مستقیم و ضرب مستقیم نسخه‌های نامتناهی (شمارا) از اعداد صحیح را درنظر بگیرید. یک عنصر در فضای برداری یک ترتیب نامتناهی، مثل (۱٬۲٬۳,...) است، اما در جمع مستقیم، این نیازمندی موجود است که همه ولی تعداد متناهی از مختصات صفر باشد، از این‌رو ترتیب (۱٬۲٬۳,...) یک عنصر از ضرب مستقیم است ولی عنصری از جمع مستقیم نیست، درحالیکه (۱٬۲٬۰٬۰٬۰,...) یک عنصر از هر دو است. معمولاً وقتیکه یک علامت + استفاده بشود، همه ولی تعداد متناهی از مختصات باید صفر باشد، درحالیکه اگر حالتی از ضرب استفاده شود، همه ولی تعداد متناهی از مختصات باید ۱ باشد. به زبان فنی‌تر، اگر جمع‌وندها {\displaystyle (A_{i})_{i\in I}} باشند، جمع مستقیم {\displaystyle \bigoplus _{i\in I}A_{i}} را به صورت مجموعه تاپل‌های {\displaystyle (a_{i})_{i\in I}} تعریف می‌کنیم، که در آن {\displaystyle a_{i}\in A_{i}} است به این‌صورت که {\displaystyle a_{i}=0} برای همه ولی تعداد متناهی از i برقرار باشد. جمع مستقیم {\textstyle \bigoplus _{i\in I}A_{i}} در ضرب مستقیم {\textstyle \prod _{i\in I}A_{i}} موجود است، ولی وقتیکه مجموعه اندیس {\displaystyle I} نامتناهی است، به صورت مؤکد کوچکتر است، زیرا ضرب‌های مستقیم این محدودیت را ندارند که همه ولی تعداد متناهی از مختصات باید صفر باشد.

## مثال‌ها
صفحه-xy، یک فضای برداری دوبعدی، را می‌توان به صورت جمع مستقیم دو فضای برداری یک-بعدی، با نام محورهای x و y در نظر گرفت. در این جمع مستقیم، محورهای x و y فقط در مبدأ تقاطع دارند (یعنی بردار صفر). جمع به صورت مختصاتی تعریف می‌شود، یعنی {\displaystyle (x_{1},y_{1})+(x_{2},y_{2})=(x_{1}+x_{2},y_{1}+y_{2})} است، که مشابه جمع برداری است.
اگر دو ساختار {\displaystyle A} و {\displaystyle B} داده شود، جمع مستقیم آن‌ها به صورت {\displaystyle A\oplus B} نوشته می‌شود. اگر یک خانواده اندیسی از ساختارهای {\displaystyle A_{i}} داده شود، که توسط {\displaystyle i\in I} اندیس‌دهی شده‌است، جمع مستقیم را می‌توان به صورت {\textstyle A=\bigoplus _{i\in I}A_{i}} نوشت. هر Ai یک جمع‌وند مستقیم از A نامیده می‌شود. اگر مجموعه اندیس متناهی باشد، جمع مستقیم مشابه ضرب مستقیم است. در حالت گروه‌ها، اگر عمل گروه به صورت {\displaystyle +} نوشته شود، از عبارت «جمع مستقیم» استفاده می‌شود، درحالیکه اگر عمل گروه به صورت {\displaystyle *} نوشته شود، از عبارت «ضرب مستقیم» استفاده می‌شود. وقتیکه مجموعه اندیس نامتناهی باشد، جمع مستقیم مشابه ضرب مستقیم نیست، زیرا جمع مستقیم این نیازمندی اضافی را دارد که همه ولی تعداد متناهی از مختصات باید صفر باشد.

### جمع‌های مستقیم دورنی و بیرونی
جمع‌های مستقیم درونی و بیرونی متفاوت هستند، اگرچه هر دو ایزوریختار هستند. اگر اول جمع‌وندها تعریف شوند، و سپس جمع مستقیم در عبارت جمع‌وند تعریف شود، آنوقت ما یک جمع مستقیم بیرونی داریم. برای مثال، اگر ما اول اعداد حقیقی {\displaystyle \mathbb {R} } را تعریف کنیم و سپس {\displaystyle \mathbb {R} \oplus \mathbb {R} } را تعریف کنیم، آنوقت گفته می‌شود که جمع مستقیم بیرونی است.
از جهت دیگر، اگر اول یک ساختار جبری {\displaystyle S} را تعریف کنیم و سپس {\displaystyle S} را به صورت جمع مستقیم دو زیرساختار {\displaystyle V} و {\displaystyle W} بنویسیم، آنوقت گفته می‌شود که جمع مستقیم، دورنی است. در این‌حالت، هر عنصر {\displaystyle S} را می‌توان به صورت یکتا به صورت ترکیب جبری از عناصر {\displaystyle V} و یک عنصر از {\displaystyle W} بیان نمود. برای مثال یک جمع مستقیم درونی، {\displaystyle \mathbb {Z} _{6}} را در نظر بگیرید (یعنی اعداد صحیح در پیمانه شش)، که عناصر آن {\displaystyle \{0,1,2,3,4,5\}} هستند. این را می‌توان به صورت جمع مستقیم دورنی {\displaystyle \mathbb {Z} _{6}=\{0,2,4\}\oplus \{0,3\}} بیان نمود.

## انواع جمع مستقیم

### جمع مستقیم گروه‌های آبلی
جمع مستقیم گروه‌های آبلی یک مثال پیش‌نمون از یک جمع مستقیم است. اگر دو تا از این گروه‌ها به صورت {\displaystyle (A,\circ )} و {\displaystyle (B,\bullet ),} را داشته باشیم، جمع مستقیم آن‌ها {\displaystyle A\oplus B} مشابه ضرب مستقیم آن‌ها است؛ یعنی، مجموعه زیربنایی برابر ضرب دکارتی {\displaystyle A\times B} است و عمل گروه {\displaystyle \,\cdot \,} به صورت مولفه‌ای تعریف می‌شود: {\displaystyle \left(a_{1},b_{1}\right)\cdot \left(a_{2},b_{2}\right)=\left(a_{1}\circ a_{2},b_{1}\bullet b_{2}\right).} این تعریف به جمع مستقیم برای تعداد متناهی از گروه آبلی تعمیم می‌یابد. برای یک خانواده دلخواه از گروه‌ها {\displaystyle A_{i}} که توسط {\displaystyle i\in I} اندیس‌دهی شده‌است، جمع مستقیم آن‌ها یعنی {\displaystyle \bigoplus _{i\in I}A_{i}} برابر زیرگروه از ضرب مستقیم است، که شامل عناصر {\textstyle \left(a_{i}\right)_{i\in I}\in \prod _{i\in I}A_{i}} است، که تکیه‌گاه متناهی دارد، که در آن طبق تعریف، {\displaystyle \left(a_{i}\right)_{i\in I}} وقتی تکیه‌گاه متناهی دارد، اگر که {\displaystyle a_{i}} برابر عنصر همانی {\displaystyle A_{i}} است برای همه ولی تعداد متناهی {\displaystyle i} برقرار باشد. جمع مستقیم از یک خانواده نامتناهی {\displaystyle \left(A_{i}\right)_{i\in I}} از گروه‌های غیربدیهی یک زیرگروه سره از گروه ضربی {\textstyle \prod _{i\in I}A_{i}} است.

### جمع مستقیم مدول‌ها
جمع مستقیم مدول‌ها یک ساختار است که چندین مدول را در یک مدول جدید ترکیب می‌کند.
آشناترین مثال‌های این ساختار وقتی رخ می‌دهد که فضاهای برداری را درنظر گرفته باشیم، که مدول‌هایی روی یک میدان هستند. این ساختار به فضاهای باناخ و فضاهای هیلبرت تعمیم می‌یابد.

### جمع مستقیم رسته‌ها
یک رسته جمعی، یک انتزاع از ویژگی‌های رسته مدول‌ها است. در این رسته، ضرب متناهی و همضرب پذیرفته می‌شود و جمع مستقیم می‌تواند هرکدام از آن‌ها باشد، رجوع کنید به دوضرب.
حالت کلی: در نظریه رسته‌ها، جمع مستقیم معمولاً، ولی نه همیشه، همضربی در رسته اشیاء ریاضی مورد نظر است. برای مثال، در رسته گروه‌های آبلی، جمع مستقیم همان همضرب است. این موضوع در رسته مدول‌ها هم درست می‌باشد.

#### جمع مستقیم دربرابر همضرب در رسته گروه‌ها
بااین‌حال، جمع مستقیم {\displaystyle S_{3}\oplus \mathbb {Z} _{2}} (که به صورت مشابه با جمع مستقیم گروه‌های آبلی تعریف شده‌است) برابر همضرب گروه‌های {\displaystyle S_{3}} و {\displaystyle \mathbb {Z} _{2}} در رسته گروه‌ها نیست. ازاین‌رو در این رسته، یک جمع مستقیم رسته‌ای را به صورت ساده یک همضرب می‌نامند، تا از هر اشتباه ممکن جلوگیری شود.

### جمع مستقیم نمایش گروه
جمع مستقیم نمایش گروه، جمع مستقیم مدول‌های مبنا را تعمیم می‌دهد، و یک کنش گروهی به آن اضافه می‌کند. بخصوص، اگر به ما یک گروه {\displaystyle G} و دو نمایش {\displaystyle V} و {\displaystyle W} از {\displaystyle G} داده شود (یا به صورت کلی‌تر، دو {\displaystyle G}-مدول داده شود، جمع مستقیم نمایش‌ها برابر {\displaystyle V\oplus W} می‌شود، که کنش {\displaystyle g\in G} در آن مولفه-گون است، یعنی،
{\displaystyle g\cdot (v,w)=(g\cdot v,g\cdot w).}
راه معادل دیگر برای تعریف جمع مستقیم به صورت زیر است:
اگر به ما دو نمایش {\displaystyle (V,\rho _{V})} و {\displaystyle (W,\rho _{W})} داده شود، آنوقت فضای برداری برای جمع مستقیم برابر {\displaystyle V\oplus W} است، و هوموریختار {\displaystyle \rho _{V\oplus W}} توسط {\displaystyle \alpha \circ (\rho _{V}\times \rho _{W}),} به دست می‌آید، که در آن {\displaystyle \alpha :GL(V)\times GL(W)\to GL(V\oplus W)} همان نگاشت طبیعی است که توسط عمل مولفه-گون مثل بالا به دست می‌آید.
بعلاوه، اگر {\displaystyle V,\,W} دارای بعد متناهی باشند، آوقت، با این شرط که پایه‌های {\displaystyle V,\,W} ،{\displaystyle \rho _{V}} و {\displaystyle \rho _{W}} ماتریس-مقدار باشد. در این‌حالت، {\displaystyle \rho _{V\oplus W}} به صورت {\displaystyle g\mapsto {\begin{pmatrix}\rho _{V}(g)&0\\0&\rho _{W}(g)\end{pmatrix}}} به دست می‌آید.
بعلاوه، اگر ما با {\displaystyle V} و {\displaystyle W} به صورت مدول روی حلقه گروهی {\displaystyle kG} رفتار کنیم، که در آن {\displaystyle k} همان میدان است، آنوقت جمع مستقیم نمایش‌های {\displaystyle V} و {\displaystyle W} برابر جمع مستقیم‌شان و به صورت مدول‌های {\displaystyle kG} است.

### جمع مستقیم حلقه‌ها
بعضی از نویسندگان از جمع مستقیم {\displaystyle R\oplus S} دو حلقه موقعی صحبت می‌کنند که منظورشان ضرب مستقیم {\displaystyle R\times S} است، اما باید از این‌کار اجتناب کرد زیرا {\displaystyle R\times S} هوموریختارهای حلقه‌ای طبیعی از {\displaystyle R} و {\displaystyle S} دریافت نمی‌کند: بخصوص، نگاشت {\displaystyle R\to R\times S} که {\displaystyle r} را به {\displaystyle (r,0)} می‌فرستد، یک هوموریختار حلقه‌ای نیست، زیرا نمی‌تواند ۱ را به {\displaystyle (1,1)} بفرستد (با این فرض که {\displaystyle 0\neq 1} در {\displaystyle S} قرار دارد). ازاین‌رو {\displaystyle R\times S} یک همضرب در رسته حلقه‌ها نیست، و نباید به صورت یک جمع مستقیم نوشته شود. (همضرب در رسته حلقه‌های جابجایی برابر ضرب تنسوری از حلقه‌ها است. در رسته حلقه‌ها، همضرب توسط یک ساختار مشابه با ضرب آزاد گروه‌ها به دست می‌آید)
استفاده از اصطلاحات و نماد جمع مستقیم مخصوصاً وقتی مشکل‌زا است که با خانواده نامتناهی از حلقه‌ها سروکار داریم: اگر {\displaystyle (R_{i})_{i\in I}} یک گردآورد نامتناهی از حلقه‌های غیربدیهی باشد، آنوقت جمع مستقیم گروه‌های جمعی مبنا را می‌توان به ضرب جمله-گون مجهز نمود، اما این منجر به یک rng (رونگ) می‌شود، یعنی، یک حلقه که همانی ضربی ندارد.

### جمع مستقیم ماتریس‌ها
برای ماتریس‌های اختیاری {\displaystyle \mathbf {A} } و {\displaystyle \mathbf {B} }، جمع مستقیم {\displaystyle \mathbf {A} \oplus \mathbf {B} } به صورت ماتریس بلوکی قطری از {\displaystyle \mathbf {A} } و {\displaystyle \mathbf {B} } تعریف می‌شود، اگر هر دو ماتریس مربعی باشند (و اگر نباشد، باید یک ماتریس بلوکی مشابه باشد).
{\displaystyle \mathbf {A} \oplus \mathbf {B} ={\begin{bmatrix}\mathbf {A} &0\\0&\mathbf {B} \end{bmatrix}}.}

### جمع مستقیم فضاهای برداری توپولوژیکی
یک فضای برداری توپولوژیکی (TVS) {\displaystyle X} مثل فضای باناخ، را یک جمع مستقیم توپولوژیکی برای دو زیرفضای برداری {\displaystyle M} و {\displaystyle N} می‌نامند اگر نگاشت جمعی زیر
{\displaystyle {\begin{alignedat}{4}\ \;&&M\times N&&\;\to \;&X\\[0.3ex]&&(m,n)&&\;\mapsto \;&m+n\\\end{alignedat}}}
یک ایزوریختار از فضاهای برداری توپولوژیکی باشد، (یعنی این نگاشت خطی یک هوموریختار دوسویه باشد)، که در آن‌حالت {\displaystyle M} و {\displaystyle N} را متمم توپوبوژیکی در {\displaystyle X} می‌نامند. این موضوع وقتیکه به صورت گروه‌های توپولوژیکی جمعی درنظر گرفته شوند هم درست است (که از این‌رو ضرب نرده‌ای را درنظر نمی‌گیریم)، {\displaystyle X} همان جمع مستقیم توپولوژیکی از زیرگروه‌های توپولوژیکی {\displaystyle M} و {\displaystyle N} است. اگر این درست باشد و اگر {\displaystyle X} هاوسدورف باشد، آنوقت  {\displaystyle M} و {\displaystyle N} باید حتماً زیرفضاهای بسته {\displaystyle X} باشند.
اگر {\displaystyle M} یک زیرفضای برداری از فضاهای برداری مختلط یا حقیقی {\displaystyle X} باشد، آنوقت همیشه یک زیرفضای برداری {\displaystyle N} از {\displaystyle X} دیگر وجود دارد، که متمم جبری {\displaystyle M} در {\displaystyle X} نامیده می‌شود، به این صورت که {\displaystyle X} یک جمع مستقیم جبری برای {\displaystyle M} و {\displaystyle N} است (که فقط و فقط وقتی رخ می‌دهد که نگاشت جمع {\displaystyle M\times N\to X} یک ایزوریختار فضای برداری باشد. دربرابر جمع‌های مستقیم جبری، وجود چنین متممی برای جمع‌های مستقیم توپولوژیکی تضمین نشده‌است.
یک زیرفضای برداری {\displaystyle M} از {\displaystyle X} را یک (از نظر توپولوژی) زیرفضای متتم‌دار از {\displaystyle X} می‌نامند، اگر یک زیرفضای برداری {\displaystyle N} از {\displaystyle X} موجود باشد که {\displaystyle X} برابر جمع مستقیم توپولوژیکی از {\displaystyle M} و {\displaystyle N} باشد. یک زیرفضای برداری موقعی نامتممی است که یک زیرفضای متتمی نباشد. برای مثال، هر زیرفضای برداری از TVS هاوسدورف که یک زیرمجموعه بسته نیست، الزاماً نامتممی است. هر زیرفضای برداری بسته از یک فضای هیلبرت متمم‌دار است. اما هر فضای باناخ که فضای هیلبرت نیست، الزاماً شامل چمد زیرفضای برداری بسته غیرمتممی است.

## هوموریختارها
جمع مستقیم {\textstyle \bigoplus _{i\in I}A_{i}} به یک هوموریختار تصویری {\textstyle \pi _{j}\colon \,\bigoplus _{i\in I}A_{i}\to A_{j}} برای هر j در I و یک هم‌تصویر {\textstyle \alpha _{j}\colon \,A_{j}\to \bigoplus _{i\in I}A_{i}} برای هر j در I مجهز است. اگر یک ساختار جبری دیگر {\displaystyle B} (با ساختار اضافی مشابه) و هوموریختارهای {\displaystyle g_{j}\colon A_{j}\to B} برای هر j در I داده شده باشد، آنوقت یک هوموریختار یکتای {\textstyle g\colon \,\bigoplus _{i\in I}A_{i}\to B} وجود دارد که جمع gj‌ها نامیده شده، به این‌صورت که {\displaystyle g\alpha _{j}=g_{j}} برای همه j‌ها برقرار است. از این‌رو در یک رسته مناسب، جمع مستقیم همان همضرب است.